# Утред, Энтони
Сэр Энтони Утред или Оугтред (англ. Sir Anthony Ughtred; ок. 1478 — 6 октября 1534) — солдат и военный администратор во время правления королей Генриха VII и Генриха VIII. Энтони Утред сражался в Ирландии, на англо-шотландской границе, а также на суше и на море во Франции. Он с отличием служил капитаном Берика, маршалом Турне и губернатором Джерси. В 1530 году он женился на Элизабет Сеймур, сестре Джейн, будущей третьей жене Генриха VIII.

## Семья
Род Утредов можно проследить до начала XIII века, однако именно Томас Утред (1292—1365) обеспечил им место в качестве одной из самых выдающихся семей в Йоркшире. После выдающейся военной карьеры Томас Утред был вызван в парламент в качестве барона Утреда с 1343 по 1364 год и стал рыцарем Подвязки между маем 1358 года и апрелем 1360 года. После его смерти в 1365 году баронство угасло, так как оно не перешло к его потомкам. Его сын и наследник, сэр Томас Утред, несмотря на блестящую карьеру и рыцарское звание, так и не был вызван в парламент.
Сэр Энтони Утред был третьим сыном сэра Роберта Утреда (ок. 1428 — ок. 1487) из Кексби, Йоркшир, и Кэтрин, дочери сэра Уильяма Юра из Стоксли, Йоркшир. У сэра Роберта и его жены было четверо сыновей и две дочери:
- Роберт Утред (ок. 1476 — до 24 мая 1487 года)[6]
- Сэр Генри Утред (1477 — 10 сентября 1510), был создан рыцарем Бани на коронации Генриха VIII в 1509 году. Он женился на Агнес, дочери констебля Мармадьюка, и от нее имел по меньшей мере пятерых детей: после смерти мужа Агнес вышла замуж за сэра Уильяма Перси, второго сына Генри Перси, 4-го графа Нортумберленда.
  - Сэр Роберт Утред (1498 — ?), женился на Элизабет, дочери Уильяма Ферфакса из Ститтона. Он был посвящен в рыцари герцогом Суффолком на реке Сомме в декабре 1523 года.
  - Энтони Утред[7]
  - Джордж Утред[7]
  - Генри Утред[8]
  - Элеонора Утред, замужем за Томасом Маливерером[9]
- Сэр Энтони Утред (ок. 1478 — 6 октября 1534)[2][10][11][12]
- Кристофер Утред[10][12] из Баттеркрамба, Йоркшир[13]
- Джейн Утред[14]
- Элеонора Утред, замужем за сэром Энтони Брауном (ок. 1450 — ок. 1506)[12][15]. Их дочь Анна Браун вышла замуж за Чарльза Брэндона, 1-го герцога Саффолка[15].

Утреды были богатыми землевладельцами. Когда сэр Роберт Утред умер в 1487 году, его второй сын, Сэр Генри Утред, после смерти своего старшего сына Роберта, стал его наследником. После смерти сэра Генри в 1510 году его старший сын Роберт, все еще несовершеннолетний, унаследовал имущество своего отца. В 1520 году он продал свои поместья Скагглторп и Редхаус своему дяде Энтони Утреду, а в мае 1524 года новоиспеченный рыцарь сэр Роберт Утред передал своему дяде право на возвращение поместий Килневек, Толторп, Фимур и Оуэлстроп в Йоркшире. Их отец, сэр Роберт Утред-старший, сдал их в аренду сэру Энтони и его брату Кристоферу «на всю жизнь».

## Карьера

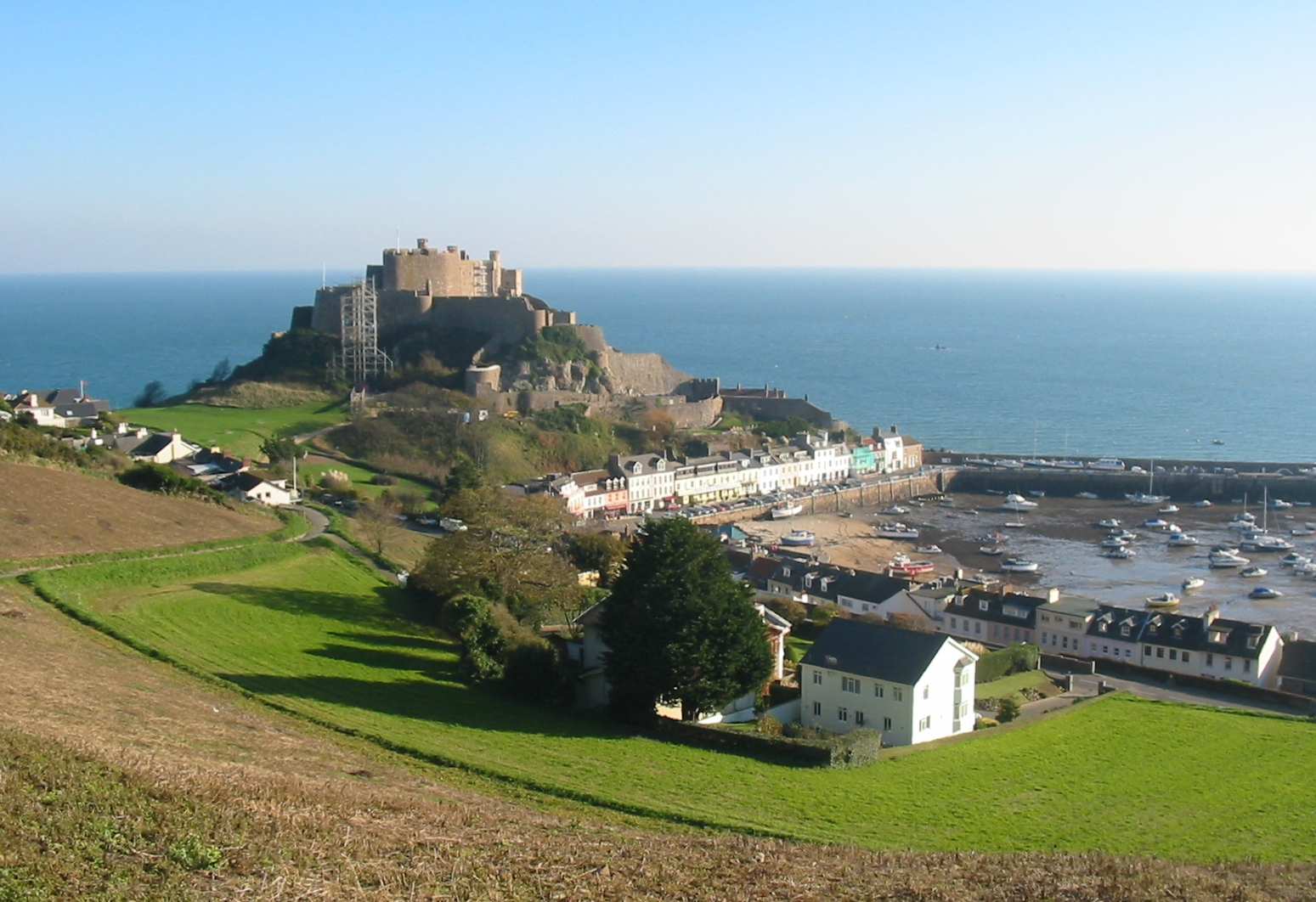
Замок Монт-Оргёй с видом на гавань Гори в приходе Сент-Мартин, остров Джерси

Энтони Утред участвовал в кампании Эдварда Пойнингсапо по покорению Ольстера, возглавив отряд из двадцати семи солдат в 1496 году. Он был посвящен в рыцари в Элтеме в 1512 году, участвовал в морской экспедиции Эдварда Говарда в Бретань в августе 1512 года и в качестве капитана «Мэри Джеймс» отличился в рейде на Брест. Он сопровождал короля Генриха VIII во Францию в июле 1513 года и был назначен маршалом Турне после падения города в сентябре, где оставался до февраля 1515 года.
К апрелю 1513 года Энтони Утред был вице-капитаном и впоследствии служил капитаном Берика с февраля 1515 по август 1532 года. Будучи самым северным из гарнизонных городов Англии, Берик играл жизненно важную роль в обороне англо-шотландской границы. В 1522—1523 годах герцог Олбани под угрозой вторжения в Англию сосредоточил свои силы в Берике, и в первом случае силы Олбани, включавшие двадцать четыре артиллерийских орудия, подошли к городу на расстояние 18 миль. Энтони Утред отвечал за организацию обороны Берика, а также принимал участие в сборе разведданных и играл ключевую роль во многих переговорах, проходивших между Англией и Шотландией.
Капитанство Берик была сложная и ответственная роль, однако Энтони Утред был щедро вознагражден за его военные и административные усилия на протяжении многих лет серия королевские гранты: в феврале 1514 году он стал стюардом лордства или поместья Lantyan, и констеблем замка Тинтагель (Корнуолл) и в сентябре того же года он был назначен экономом из леса Галтр, Йоркшир и мастером охоты. В 1519 году он получил грант в обмен на должности управляющего, констебля и привратника замка и лорда Бамборо, Нортумберленд. В 1525 году ему было даровано возвращение должности губернатора Джерси и замка Монт-Оргёй на этом острове.
Энтони Утред также преследовал торговые интересы и смог получить в 1525 году лицензию на экспорт шерсти, шерстяных тканей, шкур, свинца, олова и других английских товаров на судне водоизмещением 200 тонн, один раз в течение следующих двух лет, за пределы маррокского пролива (Марокко), без уплаты таможенных пошлин, при условии, что они не превышают 50 марок. В 1527 году была выдана еще одна лицензия на экспорт шерстяных тканей.
В августе 1532 года Энтони Утред сменил сэра Хью Воана в замке Монт-Оргей на посту капитана и губернатора Джерси. Было высказано предположение, что, когда в 1525 году сэр Энтони получил обратно губернаторство Джерси после заключения договора Мора, это было сделано якобы по настоянию Анны Болейн и что это означало начало более профранцузского политического влияния в мирное время. Влияние Анны Болейн весьма вероятно в назначении Энтони Утреда губернатором, особенно с тех пор, как его жена Элизабет присутствовала при дворе в качестве члена семьи будущей королевы с 1532 по 1533 год. В 1532 году Элизабет подарила королю «прекрасную рубашку с высоким воротником» в качестве новогоднего подарка.
Мир с Францией предоставил губернатору Джерси возможность в июне 1533 года пообещать Томасу Кромвелю, главному министру короля, лучшее вино, чем любое другое в Англии, и доложить, что на острове все спокойно. Семнадцать лет Утреда в качестве капитана Берика, его прошлая служба во Франции и связь с семейством Болейн обеспечили ему хорошую кандидатуру на пост губернатора Джерси, который он занимал до своей смерти в 1534 году.

## Браки и дети

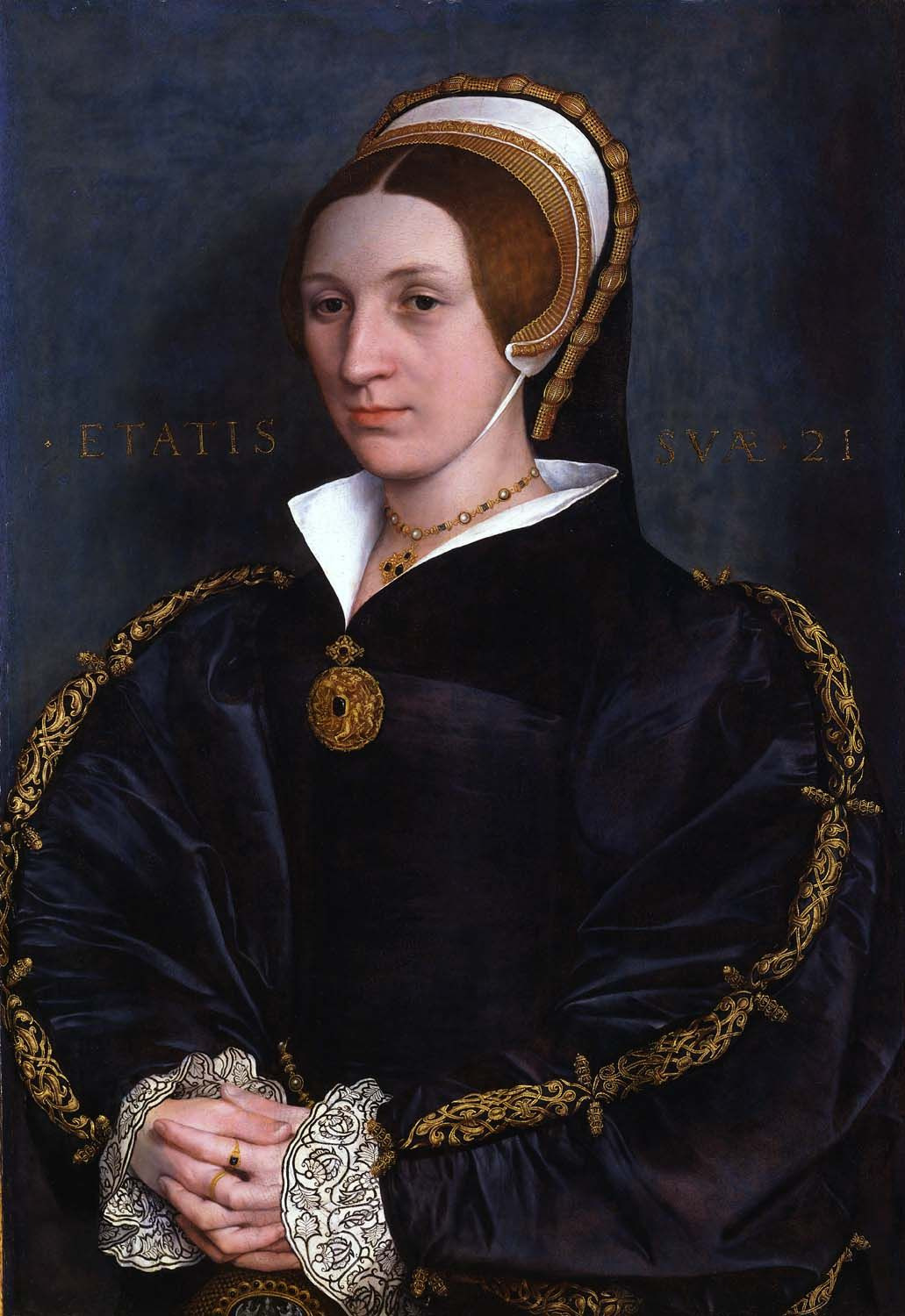
Портрет дамы, вероятно, члена семьи Кромвелей, возможно, Элизабет Сеймур, около 1535—1540 годов, Ганс Гольбейн Младший

Сэр Энтони Утред был женат сначала на Элеоноре (Алианоре), о которой ничего не известно, где-то до 1514 года. К июлю 1530 года он женился на Элизабет Сеймур (ок. 1518—1568), дочери сэра Джона Сеймура и Марджери Уэнтуорт из Уилтшира. В январе 1531 года Энтони Утред и его жена Элизабет получили в наследство поместья Лепингтон и Кексби в Йоркшире. К 1472 году поместье Кексби находилось во владении отца сэра Энтони Утреда, сэра Роберта Утреда. После его смерти поместье перешло к его второму сыну, сэру Генри Утреду. Когда сэр Генри умер в 1510 году, Кексби унаследовал его сын и наследник Роберт, родившийся в 1498 году. В 1524 году недавно посвященный в рыцари сэр Роберт Утред продал Кексби Джону Аллену, однако вмешался Томас Уолси и купил его сам. После смерти Уолси в 1530 году король пожизненно пожаловал поместье сэру Энтони Утреду и его жене Элизабет.
У супругов было двое выживших детей:
- Сэр Генри Утред (ок. 1533—1599)[28][29], родился на острове Джерси, женился на Элизабет, дочери сэра Джона Паулета, 2-го маркиза Уинчестера, вдовы сэра Уильяма Кортни. Он был избран членом парламента от Мальборо в 1584 году и Грейт-Бедвина в 1589 году, во время правления Елизаветы I. Сэр Генри был посвящен в рыцари Лордом-наместником Ирландии в 1593 году.
- Марджери Утред (род. около 1535 года), родившаяся в Кексби, Йоркшир, вероятно, после смерти своего отца[30], вышла замуж за Уильяма Хунгейта из Бернби, Йоркшир. У них было два сына:
  - Уильям Хунгейт
  - Леонард Хунгейт

## Смерть
Энтони Утред умер на острове Джерси 6 октября 1534 года и был похоронен в часовне Святого Георгия в замке Монт-Оргёй. У него осталась жена, которая в 1537 году вышла замуж за Грегори Кромвеля, впоследствии 1-го барона Кромвеля, старшего сына и наследника Томаса Кромвеля, главного министра Генриха VIII. После смерти Грегори Кромвеля в 1551 году Элизабет вышла замуж в 1554 году за Джона Паулета, барона Сент-Джона (ок. 1510—1576), старшего сына Уильяма Паулета, 1-го маркиза Уинчестера. Она умерла 19 марта 1568 года и была похоронена в Бейсинге, графство Хэмпшир.